# Lago di Bolsena
Lago di Bolsena este o arie protejată (arie specială de conservare — SAC, sit de importanță comunitară — SCI) din Italia întinsă pe o suprafață de 11.475 ha, integral pe uscat.

## Localizare
Centrul sitului Lago di Bolsena este situat la coordonatele 42°35′35″N 11°55′41″E / 42.593056°N 11.928056°E.

## Înființare
Situl Lago di Bolsena a fost declarat sit de importanță comunitară în iunie 1995 pentru a proteja 10 specii de animale. Situl a fost protejat și ca arie specială de conservare în decembrie 2016.

## Biodiversitate
Situată în ecoregiunea mediteraneană, aria protejată conține 2 habitate naturale: Ape puternic oligomezotrofe cu vegetație bentonică cu Chara spp., Lacuri eutrofice naturale cu vegetație de tip Magnopotamion sau Hydrocharition.
La baza desemnării sitului se află mai multe specii protejate:
- păsări (7): pescăruș albastru (Alcedo atthis), caprimulg (Caprimulgus europaeus), egretă mică (Egretta garzetta), cufundar polar (Gavia arctica), stârc pitic (Ixobrychus minutus), gaia neagră (Milvus migrans), Phalacrocorax carbo sinensis
- amfibieni (1): Triturus carnifex
- pești (2): Cobitis bilineata, Rutilus rubilio

Pe lângă speciile protejate, pe teritoriul sitului au mai fost identificate 4 specii de plante, 1 specie de amfibieni, 2 specii de pești.